# Mouvement de la nouvelle vie

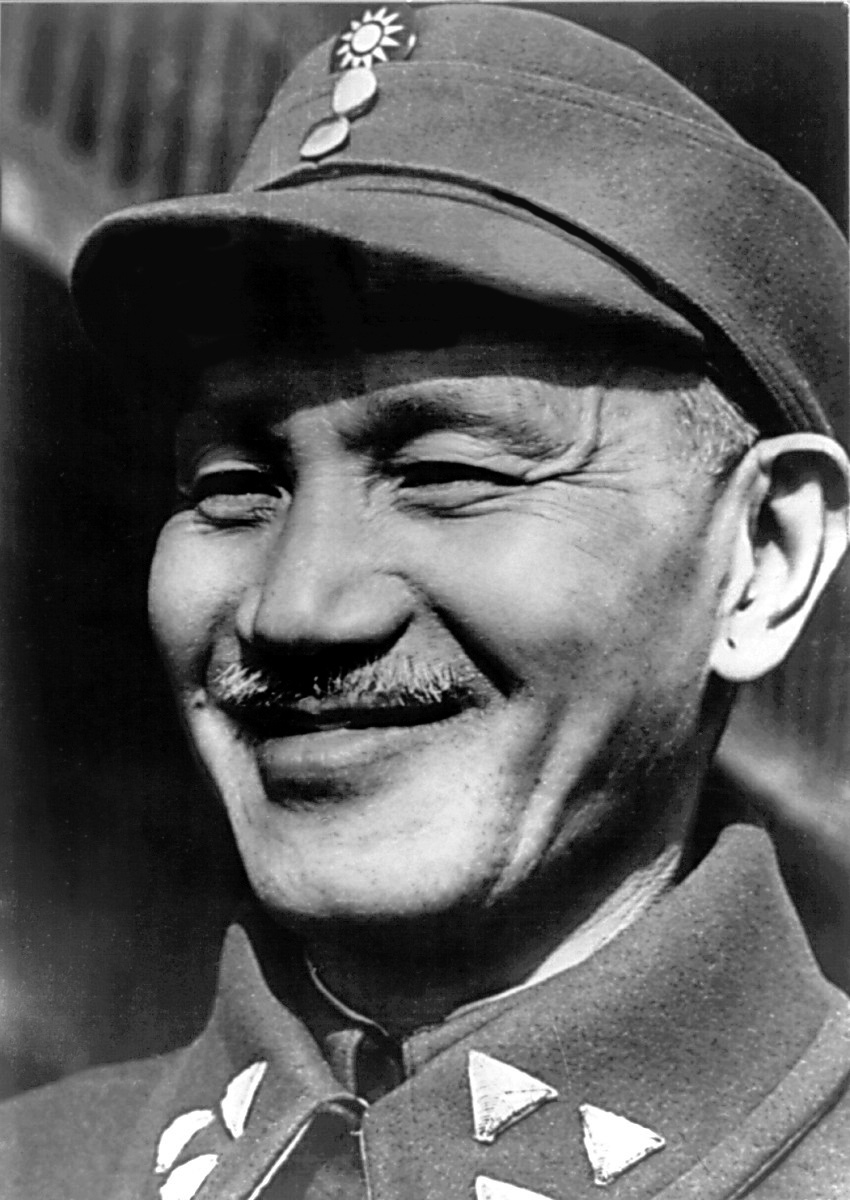
Tchang Kai Chek, dirigeant du Kuomintang

Le mouvement de la nouvelle vie (en chinois : 新生活運動) est une campagne menée par le gouvernement dans la République de Chine durant la décennie de Nankin afin de promouvoir la réforme culturelle, la morale néoconfucéenne, et , à terme, d'unifier la Chine sous une idéologie au service du Kuomintang. Tchang Kai-chek, en tant que chef du gouvernement et du parti nationaliste chinois, l'a lancé le 19 février 1934 dans le cadre d'une campagne anticommuniste.
Tchang et son épouse, Soong May-ling, qui a joué un rôle majeur dans la campagne, prônent une vie guidée par quatre vertus, lǐ (禮/礼, rite approprié), yì (義/义, droiture ou justice), lián (廉, honnêteté et propreté) et chǐ (恥/耻, honte ; sens du bien et du mal). La campagne s'est déroulée avec l'aide de la Société des chemises bleues et des missionnaires chrétiens en Chine.
Elle est une composante centrale du Tchangisme.

## Contexte

### Situation
Le "Mouvement pour une nouvelle vie" a été fondé à une époque où la Chine, déjà affaiblie par l'impérialisme occidental, était confrontée à la menace de la montée du militarisme japonais, des factions internes et du communisme. Le lancement du Mouvement pour une nouvelle vie s'inscrit dans le contexte de l'inquiétude croissante de Tchang Kai Chek face à la corruption et à la décadence morale qu'ils imputaient aux influences étrangères. L'historien Colin Mackerras écrit que « la corruption était une caractéristique constante du régime de Tchang Kai-Chek » et que le népotisme et les pots-de-vin étaient monnaie courante au sein de la bureaucratie. Tchang a déclaré en réaction : « Si nous ne débarrassons pas le corps actuel de la corruption, des pots-de-vin, de la perfidie et de l'ignorance, et si nous ne mettons pas en place une administration propre et efficace, le jour viendra bientôt où la révolution sera déclenchée contre nous comme elle l'a été contre les Mandchous ».

### Avis du Kuomintang
Tchang affirmait que les Chinois étaient « insupportablement sales », « hédonistes », « paresseux » et physiquement et spirituellement « décrépits », menant ainsi une vie « barbare et dénuée de raison ». Le rival politique de Tchang, Wang Jingwei, décrivait la vie chinoise comme une vie de « tabagisme », de « maladie », de « jeu », de « saleté », de « fantômes » (c'est-à-dire de superstition) et d'« indolence ». Selon Wang, la base psychologique fondamentale de ce comportement est le « manque d'entrain » (隨便主義, suibian zhuyi) et la « recherche de soi » (自理主義, zili zhuyi). Selon lui, la « léthargie » conduit à des vies dépourvues de sens du bien et du mal, et donc de distinctions ou de buts. « L'égoïsme », selon lui, conduit à rejeter toute interférence extérieure avec ce type de comportement comme une atteinte à la “liberté”. Il n'y a aucune considération pour les autres et leurs droits, mais seulement pour son propre confort, ce qui entrave inévitablement la vie sociale et la solidarité du groupe.
Dans l'esprit de Tchang, ces préoccupations étaient aggravées par l'afflux d'idées étrangères à la suite du mouvement pour la nouvelle culture et du mouvement du 4 mai, qui encourageaient des concepts occidentaux tels que le libéralisme, le pragmatisme et le nationalisme, ainsi que des idées plus radicales, dont le marxisme. Le mouvement a tenté de contrer ces menaces en ressuscitant la morale chinoise traditionnelle, qu'il jugeait plus adaptée à la société chinoise que les valeurs occidentales modernes. En tant que tel, le mouvement était basé sur le confucianisme, mélangé au christianisme, au nationalisme et à l'autoritarisme. Ces idées et les projets qui en découlaient présentent certaines similitudes avec le fascisme que certains considéraient comme rejetant l'individualisme et le libéralisme, tout en s'opposant également aux mouvements radicaux tels que le socialisme et le communisme.

### Le rôle de Soong
Ainsi, Soong May-ling a appelé à un programme d'éveil spirituel. En 1935, elle écrit dans Forum, un magazine américain, que « la simple accumulation de grandes richesses n'est pas suffisante pour permettre à la Chine de reprendre sa place de grande nation ». Il faut, poursuit-elle, « également une renaissance de l'esprit, car les valeurs spirituelles transcendent les simples richesses matérielles ». Elle a joué un rôle majeur à la fois dans le lancement du mouvement et dans sa représentation publique.
Soong Meiling a insisté sur le fait qu'alors que certains politiciens chinois puritains tentaient de coopter le mouvement de la nouvelle vie à leurs propres fins, son mari s'est efforcé de mettre un terme à leurs activités. Dans son entretien avec Fulton Oursler, un célèbre journaliste américain qui l'a interviewée à Shanghai au sujet du mouvement en août 1937, elle a déclaré : « La Chine n'acceptera jamais le fascisme ou toute autre forme d'État totalitaire. Nous ne pourrons jamais être vraiment régimentés. Chaque Chinois est une personnalité. Il pensera toujours par lui-même. Il possède une culture ancienne et magnifique, un sens de la justice, un amour de la liberté. Le mouvement de la Nouvelle Vie a définitivement rejeté toutes les formes d'enrégimentement comme étant opposées aux principes du Dr Sun Yat-sen et trahissant ainsi le peuple".

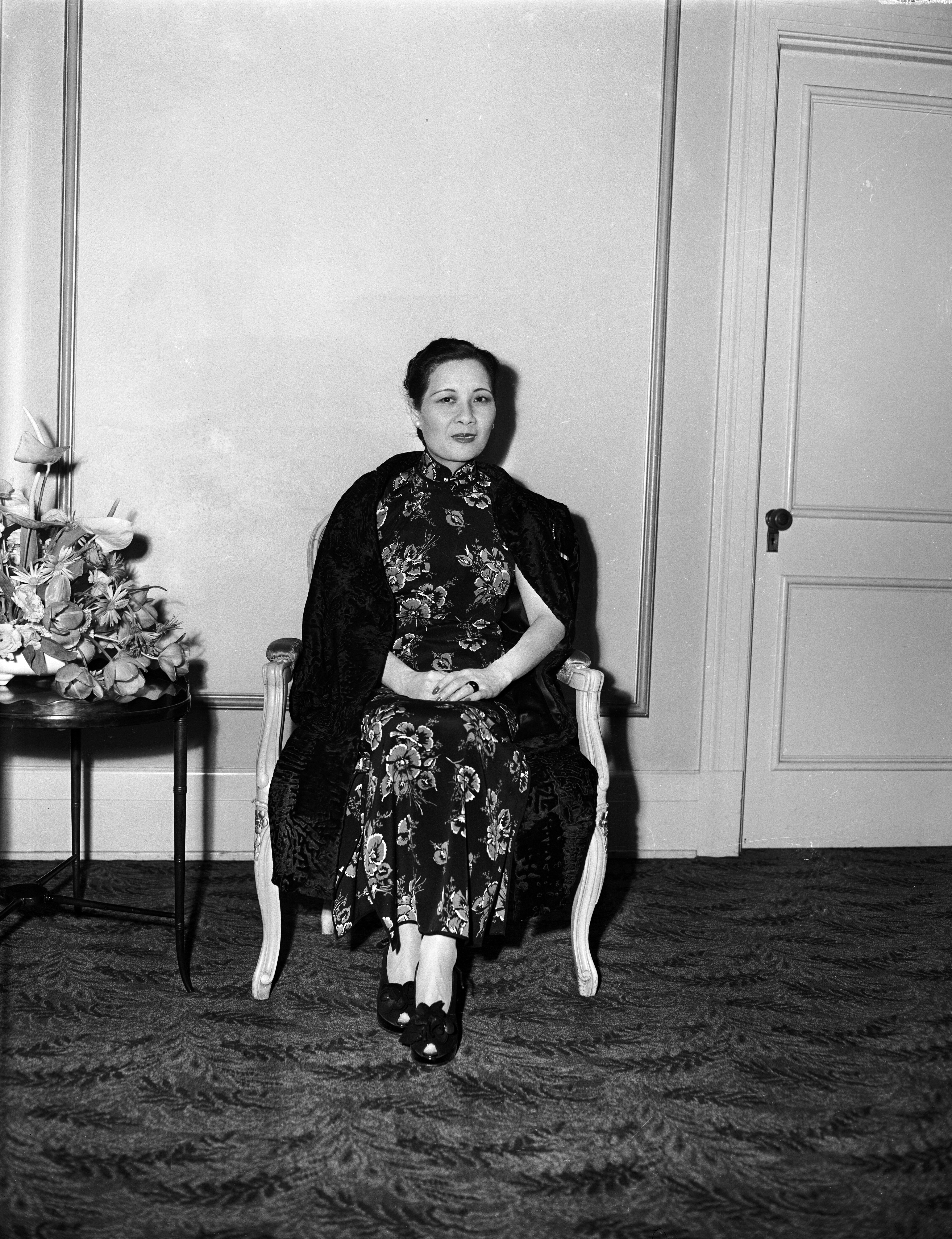
Portrait de Soong May-Ling de 1943

Le mouvement nouvelle vie s'adressait aux classes officielles, éduquées et aisées, convaincues que les maux de la Chine pouvaient être soignés « par l'exemple et l'exhortation venant d'en haut ». Cette philosophie de transformation sociétale par ruissellement correspondait parfaitement à une croyance confucéenne. Soong disait : « La vertu du gentilhomme est comme le vent ; la vertu du roturier est comme l'herbe. Si le vent souffle sur l'herbe, elle est sûre de plier ». Ce concept de « salut de l'intérieur » s'inspirerait également, dans une certaine mesure, de la notion chrétienne selon laquelle il faut changer le monde en changeant les individus.
Bien que Meiling ait reconnu que les Chemises bleues étaient « stupides, trop zélées, étourdies par le succès », elle a également déclaré que le gouvernement ne soutenait pas officiellement la plupart de leurs activités et n'approuvait pas leur comportement.

### Critiques internes
Toutefois, plusieurs personnalités du Kuomintang ont également critiqué ouvertement le mouvement « Nouvelle vie ». Soong Chingling, la sœur aînée de Meiling, qui a longtemps épousé les idéaux socialistes, contrairement aux idéaux chrétiens plus traditionnels de Meiling, a qualifié le Mouvement pour une nouvelle  vie d'exercice « pédant » qui « ne donne rien au peuple » et a estimé qu'une telle insistance sur les anciens idéaux confucéens de comportement correct était largement impraticable et peu judicieuse à une époque où des millions de familles chinoises continuaient à mourir de faim chaque jour. Elle ajoute que « l'objectif de la révolution est le bien-être matériel des êtres humains... si cet objectif n'est pas atteint, il n'y a pas eu de révolution ». Leurs différences essentielles, Chingling se concentrant principalement sur les besoins matériels considérables du peuple chinois et Meiling sur ce qu'elle considérait comme les besoins spirituels élevés de leur peuple, ont contribué à la rupture entre les deux sœurs autrefois proches, ce qui a finalement conduit Chingling à quitter complètement le Kuomintang et à rejoindre le parti communiste chinois.
La principale voix libérale du Kuomintang, Hu Shih, a déclaré qu'il n'y aurait pas plus de remède miracle pour faire revivre la nation, que les problèmes que le mouvement cherchait à résoudre étaient effectivement considérables et répandus, mais que les méthodes de Tchang pour les contrer étaient inefficace, et que le république devrait se concentrer sur le rétablissement du bien-être matériel du peuple chinois avant d'essayer de faire revivre sa soi-disant spiritualité. Selon Hu Shih, « lorsque les enfants fouillaient les décharges pour trouver la moitié d'un charbon brûlé ou un bout de chiffon sale, comment les accuser de malhonnêteté s'ils empochaient un objet perdu qu'ils avaient ramassé ? La première responsabilité du gouvernement est de s'assurer que l'homme moyen peut vivre une vie décente... Leur apprendre à mener cette soi-disant nouvelle vie ne peut être que la dernière chose".
James Gareth Endicott, qui était le conseiller de Meiling pour le Mouvement pour une nouvelle vie et entretenait une relation étroite avec elle, a protesté auprès de Meiling contre ce qu'il considérait comme une dérive du KMT vers des idéologies non libérales, estimant qu'elle faisait néanmoins partie des membres les plus raisonnables du gouvernement nationaliste. Après qu'elle l'eut exhorté à faire part à Tchang de ses inquiétudes croissantes, Endicott lui dit brusquement que s'il ne fondait pas la politique intérieure du gouvernement sur les besoins de la population, notamment en instituant une réforme agraire, les forces révolutionnaires finiraient par se soulever contre lui. Tchang a répondu que s'il avait des projets de réforme agraire, il ne pouvait pas les mettre en œuvre « tant qu'il y aurait autant de communistes pour en profiter », mettant fin à leur discussion après un échange houleux.

L'origine du mouvement « Nouvelle vie » serait due à ses expériences personnelles négatives en Union soviétique et dans les régions communistes de Chine, où il a été repoussé par la dure réalité de la lutte des classes. Madame Soong rapporte :
« On disait aux pauvres qu'il était juste de voler les riches ; on encourageait les employés à trahir ou même à tuer leurs employeurs ; on incitait les enfants à dénoncer leurs parents. Pour Tchang, ces pratiques « portaient atteinte à tous les principes fondamentaux » de l'éthique chinoise traditionnelle. Il se mit en devoir de ressusciter l'éthique de la Chine ancienne, dans laquelle la loyauté et l'honneur étaient essentiels ».
Tchang Kai-Chek a utilisé les notions confucéenne et méthodiste de culture de soi et de vie correcte pour le mouvement ; à cette fin, il a prescrit une étiquette correcte pour tous les aspects de la vie quotidienne. Il considérait le mouvement pour une nouvelle  vie comme un élément clé du programme visant à mettre en œuvre le « principe de subsistance du peuple » énoncé dans les Trois principes du peuple de Sun Yat-sen.

## Principes
Dans son discours de septembre 1934, Tchang  déclare que le Mouvement vise à « promouvoir une vie régulière guidée par les quatre vertus » : « Lǐ » (rite approprié), « Yì » (droiture ou justice), « lián » (honnêteté et propreté) et « chǐ » (honte ; sens du bien et du mal). Il ajoute : 
doivent être appliquées à la vie ordinaire en matière de nourriture, de vêtements, de logement et d'action. Les quatre vertus sont les principes essentiels de la promotion de la moralité. Elles constituent les règles majeures pour traiter avec les hommes et les affaires humaines, pour se cultiver et pour s'adapter à son environnement. Quiconque viole ces règles est voué à l'échec, et une nation qui les néglige ne survivra pas ».
Plus tard, Tchang a étendu les quatre vertus à huit en y ajoutant la « rapidité », la « précision », l'« harmonie » et la « dignité ». Ces éléments ont été résumés sous deux formes de base : la « propreté » et la « discipline », et étaient considérés comme la première étape d'une « nouvelle vie ». Les gens étaient encouragés à adopter un comportement moderne et poli, comme ne pas cracher, uriner ou éternuer en public. Près de 100 règles de ce type régissaient la vie quotidienne.

## Application
Le mouvement pour une nouvelle vie visait à contrôler les modes de vie des Chinois. Parmi les mesures et les codes moraux : l'interdiction de jeter des ordures et de cracher au hasard ; l'interdiction de consommer de l'opium ; l'interdiction de la consommation ostentatoire ; le rejet des divertissements immoraux au profit des activités artistiques et sportives ; un comportement courtois ; le salut au drapeau. Tchang a exhorté les citoyens à se baigner à l'eau froide, car l'habitude (supposée) des Japonais de se laver le visage à l'eau froide était un signe de leur puissance militaire.
Tchang s'est appuyé sur l'application de la loi par le gouvernement pour renforcer le comportement moral. Des équipes spéciales ont été créées dans différentes régions pour mettre en œuvre le mouvement, mais les rapports de certains districts sur la mise en œuvre du mouvement ont montré que celui-ci manquait cruellement de fonds et de personnel et qu'il était mal compris par les responsables de l'application de la loi.
Les Chemises bleues ont également joué un rôle important dans la mise en œuvre du mouvement. Ce groupe de droite a d'abord cherché à corriger le comportement de ceux qui ne respectaient pas les quatre vertus et les 95 autres règles imposées. Cependant, ils se sont rapidement tournés vers la force pour renforcer les idéaux de Tchang, donnant une mauvaise publicité et une mauvaise image du mouvement. La violence excessive utilisée par les Chemises bleues a englobé le mouvement, ce qui a conduit à une réticence du public à suivre le nouveau dogme mis en place par le Kuomintang.

## Influences
La rigueur idéologique du Mouvement pour une nouvelle vie présente de nombreuses similitudes avec le néo-confucianisme, qui a été la philosophie morale dominante des siècles précédents. Les « quatre vertus » du Mouvement sont tirées de l'école de pensée confucéenne. Paul Linebarger a déclaré que les « principes du Mouvement pour une nouvelle vie consistent en une simple réaffirmation des vertus personnelles cardinales de Confucius, interprétées pour s'adapter aux conditions modernes ».
Pour l'historien Lloyd Eastman, l'objectif de Tchang était d'unifier la Chine sous une idéologie singulière, fasciste de surcroît, et le Mouvement pour une nouvelle vie qui en résultait était un confucianisme popularisé ou « sloganisé ». Selon Keith Schoppa, le nouvel ensemble de croyances était considéré comme facile à appliquer, avec quatre vertus principales soutenues par 95 autres sous-règles qui régissaient la vie quotidienne du citoyen chinois ordinaire.
Le mouvement est également marqué par le christianisme de Tchang. Selon Elmer Clark, la nouvelle doctrine était « une entreprise morale et éthique ambitieuse qui ne proposait rien de moins qu'une renaissance chinoise, une réforme complète des habitudes, des coutumes et des manières d'un quart de la race humaine, afin de les rendre plus conformes à la morale acceptée par la civilisation chrétienne ». Selon lui, le confucianisme et le christianisme se recoupent sur le plan moral. Les 95 règles placées dans le mouvement de la nouvelle vie brouillent souvent les lignes entre l'influence des deux.
Ce mouvement a également été accusé de comporter un élément totalitaire. Dirlik considère le mouvement comme une « contre-révolution moderne » opposée à un « conservatisme anti-révolutionnaire » en raison du fait qu'il a instrumentalisé les codes moraux traditionnels et les principes de la modernité. Certains historiens considèrent ce mouvement comme une imitation du nazisme et l'ont considéré comme un mouvement néo-nationaliste utilisé pour renforcer le contrôle de Tchang sur la vie quotidienne. Frederic Wakeman a suggéré que le mouvement pour une nouvelle vie était un « fascisme confucéen ». D'autres historiens, cependant, ont fourni des évaluations plus positives ou mitigées du mouvement pour une nouvelle vie, notant qu'il n'était pas dépourvu d'avantages pour la société chinoise de l'époque. Ils ont soutenu que, bien qu'il s'agisse d'un mouvement imparfait, trop idéaliste et puritain, il n'était pas nécessairement fasciste à la base.